# Avon Fantasy Reader
Avon Fantasy Reader – amerykańskie czasopismo, czasem klasyfikowane jako antologia. Zajmowało się przedrukiem literatury fantastycznonaukowej i fantasy już znanych autorów. Redaktorem naczelnym pisma był Donald A. Wollheim, a wydawcą Avon.  Bliźniaczym pismem było Avon Science Fiction Reader, które doczekało się zaledwie trzech numerów. Po czasie magazyny połączyły się w jeden o tytule Avon Science Fiction and Fantasy Reader. Czasopismo wydawane było w latach 1946-1952. W sumie ukazało się 18 numerów.

## Pisarze
Avon starał się udostępniać czytelnikom mało znane do tej pory historie autorstwa uznanych pisarzy, takich jak H.P. Lovecraft, Ray Bradbury, C.L. Moore, A. Merritt, Murray Leinster i William Hope Hodgson. 